# Ricardo Miró
Ricardo Miró Denis (Panamá, 5 de novembro de 1883 - 2 de março de 1940) foi um escritor modernista panamenho, considerado o mais notável poeta daquele país.

## Biografia
Desde tenra idade ele era órfão. Aos quinze anos ele viajou para Bogotá para estudar pintura, no entanto, voltou ao Panamá por causa da Guerra dos Mil Dias em 1899. Ele publicou seus primeiros poemas na revista "El Heraldo del Istmo", onde trabalhou por 10 anos.
Foi para a Espanha entre 1908 e 1911 e serviu como cônsul em Barcelona.
Em 1909 ele publicou seu poema Pátria, que destaca a saudade que sente ao estar longe de sua terra.
Um prêmio literário póstumo anual foi nomeado em sua honra, o Concurso Literário Nacional Ricardo Miró da República do Panamá. O prêmio foi para incentivar escritores de poesia e ficção no Panamá, e em 1952 foi estendido para incluir obras de teatro.

## Obras
- Preludios (1908).
- Segundos preludios (1916).
- La leyenda del Pacífico (1919).
- Flor de María (1922).
- Versos patrióticos y recitaciones escolares (1925).
- Caminos silenciosos (1929).
- El poema de la reencarnación (1929).